# Perfect Mothers
Pour plus de détails, voir Fiche technique et Distribution.
Perfect Mothers (Adore ou Adoration, initialement intitulé Two Mothers) est un film franco-australien réalisé par Anne Fontaine, sorti en 2013. Le film est présenté sous le titre Two Mothers au Festival du film de Sundance 2013.

## Synopsis
Lil et Roz, la quarantaine épanouie, sont deux amies d'enfance résidant loin de la vie citadine dans une baie de la Nouvelle-Galles du Sud et très attachées l'une à l'autre. Lil, veuve après que son mari soit décédé dans un accident de moto, a dû élever seule son fils Ian ; Roz vit de l'autre côté de la baie avec son époux Harold et leur fils Tom.
À 19 ans, les deux garçons ont grandi et, tout comme leurs mères, sont très proches l'un de l'autre. Alors qu'Harold décide de prendre un poste de maître de conférences à l'université de Sydney, Roz et Tom ne veulent pas quitter leur domicile de toujours. Roz est ébranlée par la situation et le choix de son époux, qui, malheureux d'avoir échoué à la convaincre de déménager, finit par partir seul et la quitte. Ian, qui a grandi auprès de l'amie de sa mère, en est tombé profondément amoureux. Profitant d'un moment de questionnements intimes de Roz, il décide de faire un pas vers elle. Devenus amants, ils sont surpris par Tom, qui, perturbé par cette découverte, décide de se venger en séduisant à son tour la mère de Ian. Lil repousse dans un premier temps les avances de Tom, mais celui-ci lui révèle les rapports de son fils avec sa propre mère. Veuve et célibataire depuis des années, elle aussi a vu grandir Tom sans s'avouer que son regard sur lui avait progressivement changé. Mères et fils forment désormais respectivement un couple à quatre aux relations croisées.
Après deux années de vie commune, les deux couples commencent à faire face à de nouvelles tensions. Tom, devenu metteur en scène, s'éprend de sa jeune actrice et décide de l'épouser. Bien que s'y attendant, Lil le vit difficilement. Roz, en accord avec Lil, décide de mettre fin à sa relation avec Ian, resté très amoureux et profondément blessé par cette décision unilatérale. Elle le pousse dans les bras d'une très jeune femme, qui rapidement tombe enceinte. Lil et Roz deviennent deux jeunes grand-mères et s'occupent désormais de leurs petites filles, les familles restant toujours très unies dans leur retraite paradisiaque. Ian et Tom cependant n'ont pas pu totalement faire taire leurs sentiments qui restent affleurants dans leurs rapports avec leurs mères respectives. Un soir, Ian découvre que Tom continue d'entretenir une relation avec sa mère : fou de rage et d'amour, il explose et, dans un esclandre, révèle la chose à Roz devant les deux jeunes épouses. La déflagration est totale, les couples se séparent laissant à nouveau le quatuor se réinstaller.

## Fiche technique
- Titre original : Adoration ou Adore; initialement Two Mothers
- Titre français : Perfect Mothers
- Réalisation : Anne Fontaine
- Scénario : Christopher Hampton d'après Les Grand-mères de Doris Lessing
- Direction artistique : Annie Beauchamp et Steven Jones-Evans
- Décors : Sophie Nash
- Costumes : Joanna Park
- Photographie : Christophe Beaucarne
- Son : Francis Wargnier
- Montage : Luc Barnier et Ceinwen Berry
- Musique : Christopher Gordon
- Production : Dominique Besnehard, Francis Boespflug, Philippe Carcassonne, Michel Feller et Andrew Mason
- Société(s) de production : Cinéa, Gaumont, Hopscotch Productions et Mon voisin Productions
- Société(s) de distribution : Gaumont
- Budget :
- Pays d’origine :  France et  Australie
- Langue originale : anglais
- Format : 35 mm (format de tournage[1]) — DCP (Format de projection) — couleur — 2.35:1 (Scope) — son Dolby Digital
- Genre : drame
- Durée : 111 min
- Dates de sortie :
  - États-Unis : 18 janvier 2013 (Festival du film de Sundance 2013)
  - France et Belgique : 3 avril 2013
- Classification CNC : tous publics (visa d'exploitation no 131579 délivré le 6 mars 2013)

## Distribution

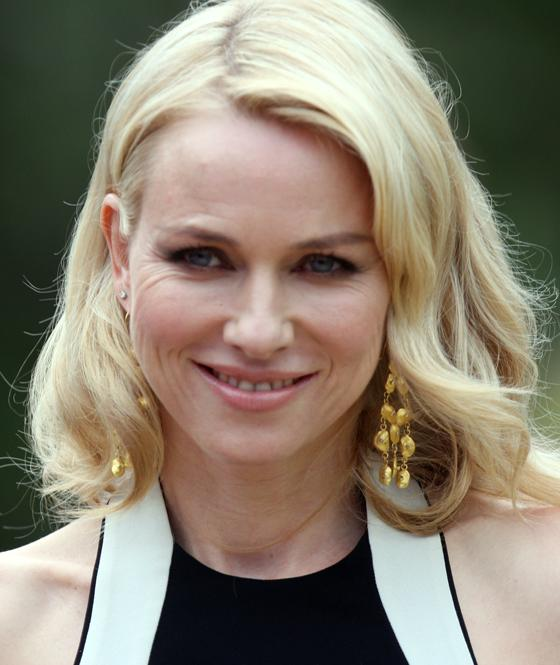
L'actrice principale, l'australienne Naomi Watts.

- Naomi Watts (V. F. : Anne Consigny) : Lil
- Robin Wright (V. F. : Florence Pernel) : Roz
- Xavier Samuel (V. F. : Ernst Umhauer) : Ian, le fils unique de Lil
- James Frecheville (V. F. : Louis Arène) : Tom, le fils unique de Roz
- Ben Mendelsohn (V. F. : Luc-Antoine Diquéro) : Harold, le mari de Roz, père de Tom
- Jessica Tovey (V. F. : Zoé Schellenberg) : Mary, jeune comédienne amoureuse de Tom
- Sophie Lowe (V. F. : Chloé Lambert) : Hannah, amoureuse de Ian
- Gary Sweet (V. F. : François Marthouret) : Saul, courtise Lil

Source et légende : Version française (V. F.) sur AlloDoublage

## Production
Le scénario de Perfect Mothers est basé sur la nouvelle de Doris Lessing, Les Grand-mères (The Grandmothers) parue originellement en 2003. Pour satisfaire aux contraintes du cinéma et de la production, quelques changements sont apportés par rapport au livre, en particulier en rajeunissant l'âge des protagonistes principales). 
Anne Fontaine, aidée de Christopher Hampton, adapte l'œuvre et décide de réaliser son premier film international — ne réussissant pas à l'adapter à un contexte français —, en soumettant le projet à Naomi Watts qui tourne alors The Impossible en 2011. Cette dernière accepte de figurer dans la distribution et le film peut trouver des financements internationaux pour devenir une coproduction franco-australienne.
Les tournages extérieurs ont été réalisés en Nouvelle-Galles du Sud (Australie) : Shelly Beach (en), Seal Rocks, Sydney (et dans le quartier de Balmain pour les scènes au pub).

## Réception critique
Pour L'Express, contrairement à la présentation du film qui le qualifie de sulfureux ou dérangeant, la réalisation manque d'audace concluant avec ironie que « le film est aussi lisse qu'une toile cirée et ne se termine même pas en partouze ». François Forestier dans Le Nouvel Observateur parle au contraire d'un film qui « navigue entre humour léger, gravité soudaine et horizons sublimes, d'une ode au bonheur. C’est sensuel, à rebrousse-poil de la morale conventionnelle ». Enfin, Le Monde estime que le film arrive à trouver une bonne justesse de ton, ne relever ni de « l'accablement » ni du « réquisitoire » considérant que « la liberté de jugement que la réalisatrice laisse au spectateur embarrasse autant qu’elle passionne ».

## Nominations
- Festival du film de Sundance 2013 : sélection hors compétition « Premieres »
- AACTA Awards 2014 :
  - Meilleure actrice pour Naomi Watts
  - Meilleur scénario adapté pour Christopher Hampton
  - Meilleurs décors et meilleurs costumes pour Annie Beauchamp